# Deudorix chozeba
Deudorix chozeba är en fjärilsart som beskrevs av William Chapman Hewitson 1863. Deudorix chozeba ingår i släktet Deudorix och familjen juvelvingar. Inga underarter finns listade i Catalogue of Life.

## Bildgalleri

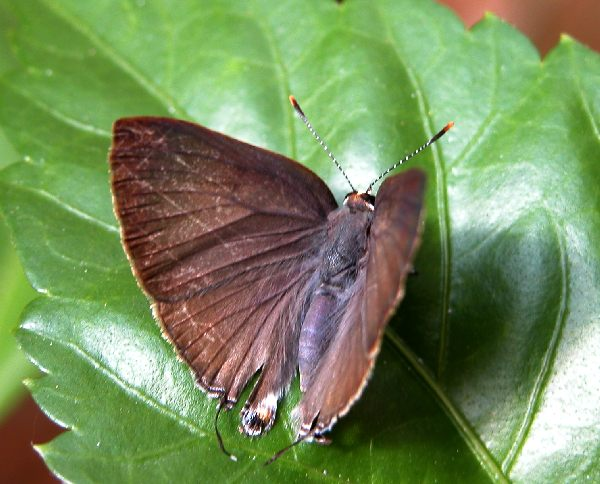